# Adolf Schimon
Adolf Schimon, född 29 februari 1820 i Wien, död 21 juni 1887 i Leipzig, var  en österrikisk musiker.
Schimon genomgick Paris musikkonservatorium, där han som ackompanjatör gjorde sig förtrogen med den italienska sångundervisningsmetoden, samt erhöll därefter befattningar vid Her Majesty's Theatre i London (1850), italienska operan i Paris (1852), Leipzigs musikkonservatorium (1874), Münchens kungliga musikskola (1877) och åter i Leipzig (1886). 
Schimon var en ansedd sånglärare och pianist samt även bemärkt som kompositör. Hans opera Stradella gavs 1846 i Florens och List um List (1858) på tyska scener. Han skrev även bland annat sånger, kammarmusik samt violin- och pianosaker.
Schimon var sedan 1872 gift med sopransångerskan Anna Regan (född 1842, död 1902) och gjorde med henne konsertresor. 